# Corail
Corail es el nombre que recibe una serie de coches de pasajeros de la SNCF. El nombre, que significa coral en francés, proviene de la unión de «Confort» y «Rail».
Durante mucho tiempo los trenes formados por este tipo de coches recibieron también la denominación, Corail, hasta que en 2012 fueron reunificados bajo la denominación Intercités.

## Construcción y puesta en servicio
Los coches fueron construidos principalmente por la Sociedad Franco-Belga, en Raismes (Norte-Paso de Calais). La empresa Alstom también participó en el programa asegurando los acabados de los coches de segunda clase y de los coches bar.
Los coches Corail se caracterizan por la generalización de la climatización, el confort, la insonorización y la rodadura estable. Originalmente su decoración era gris claro con unas bandas gris sombreado y puertas naranjas, aunque en muchos coches ha cambiado con las posteriores reformas. Su puesta en servicio masiva, de casi 4000 ejemplares, permitió un gran aumento de la calidad del servicio de pasajeros de la SNCF. La mayor parte de estos coches continúan actualmente en servicio.

## Trenes Corail
Los trenes realizados con este tipo de coches recibieron la denominación Corail. Con el paso del tiempo algunos de los coches Corail fueron reformados y modificados para diferentes servicios, por lo que por la red de la SNCF circularon diferentes tipos de trenes Corail.
El 2 de enero de 2012 todos los trenes Corail y sus variantes fueron unificados en la denominación Intercités, sin que se produjeran cambios en las líneas servidas o en el material rodante.

### Corail
Se denominaban directamente Corail los trenes convencionales que circulaban con coches Corail originales. Los trenes Corail circulaban en trenes de todas las distancias, aunque su recorrido se reducía al ser sustituidos por TGV u otros tipos de Corail. En un principio aseguraban la mayor parte de las relaciones ferroviarias francesas.
Su imagen comenzó a decaer con el tiempo, especialmente en comparación con los TGV, por lo que la SNCF decidió modernizarlos en 1996. Se pintaron con una nueva decoración, denominada Corail Plus, y se renovó su interior inspirándose en el de los TGV. El gris claro fue reemplazado por un gris metalizado subrayado por una banda blanca. Las puertas se pintaron rojas las de primera clase y verdes las de segunda, como en el TGV.

### TER

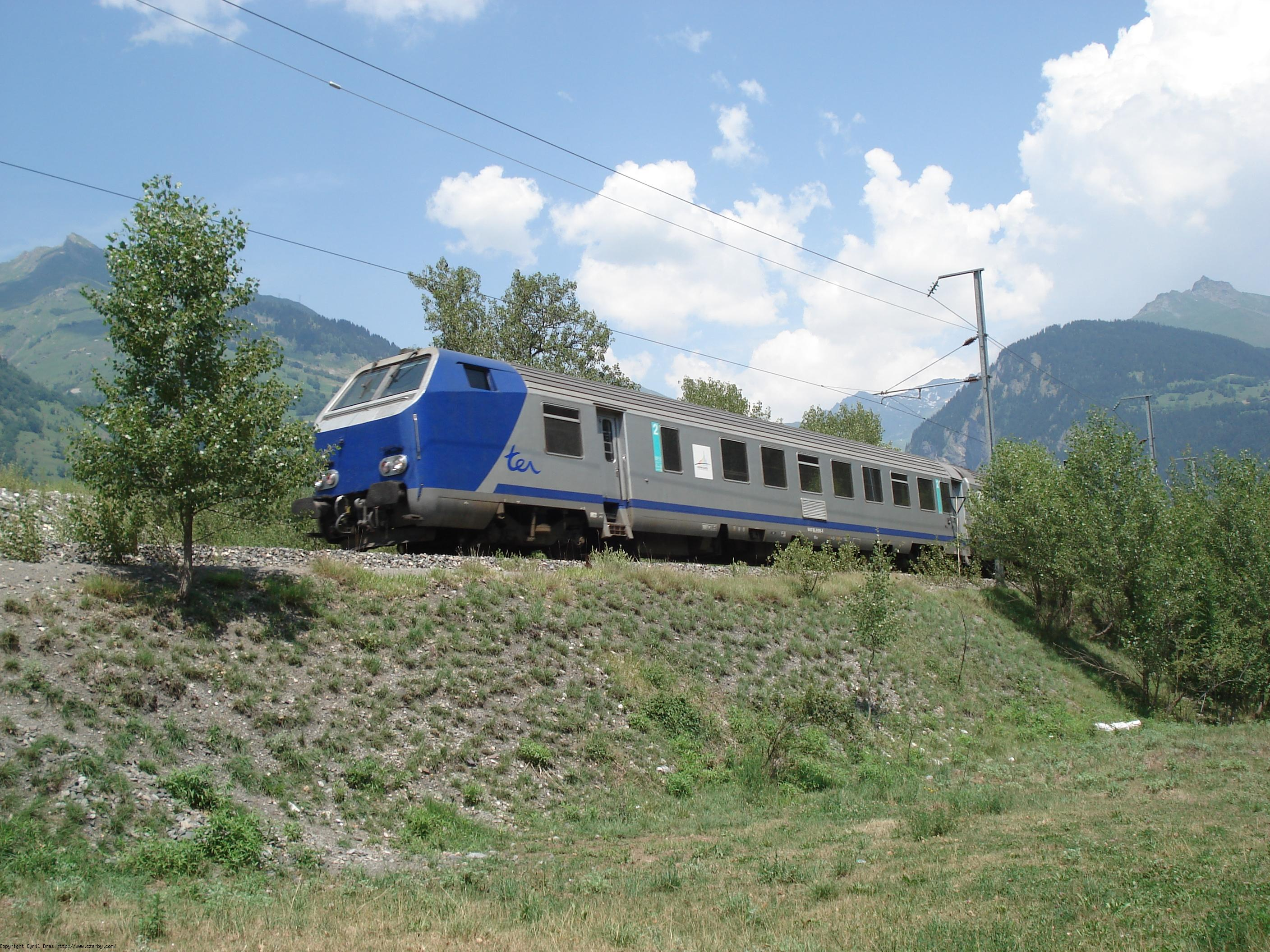
Coche-piloto Corail en servicio TER en Ródano-Alpes.

Algunos coches Corail fueron vendidos a las regiones francesas para efectuar trenes tipo TER. Estos coches ha sido reformados y repintados por cada región de manera independiente.

### Corail Intercités

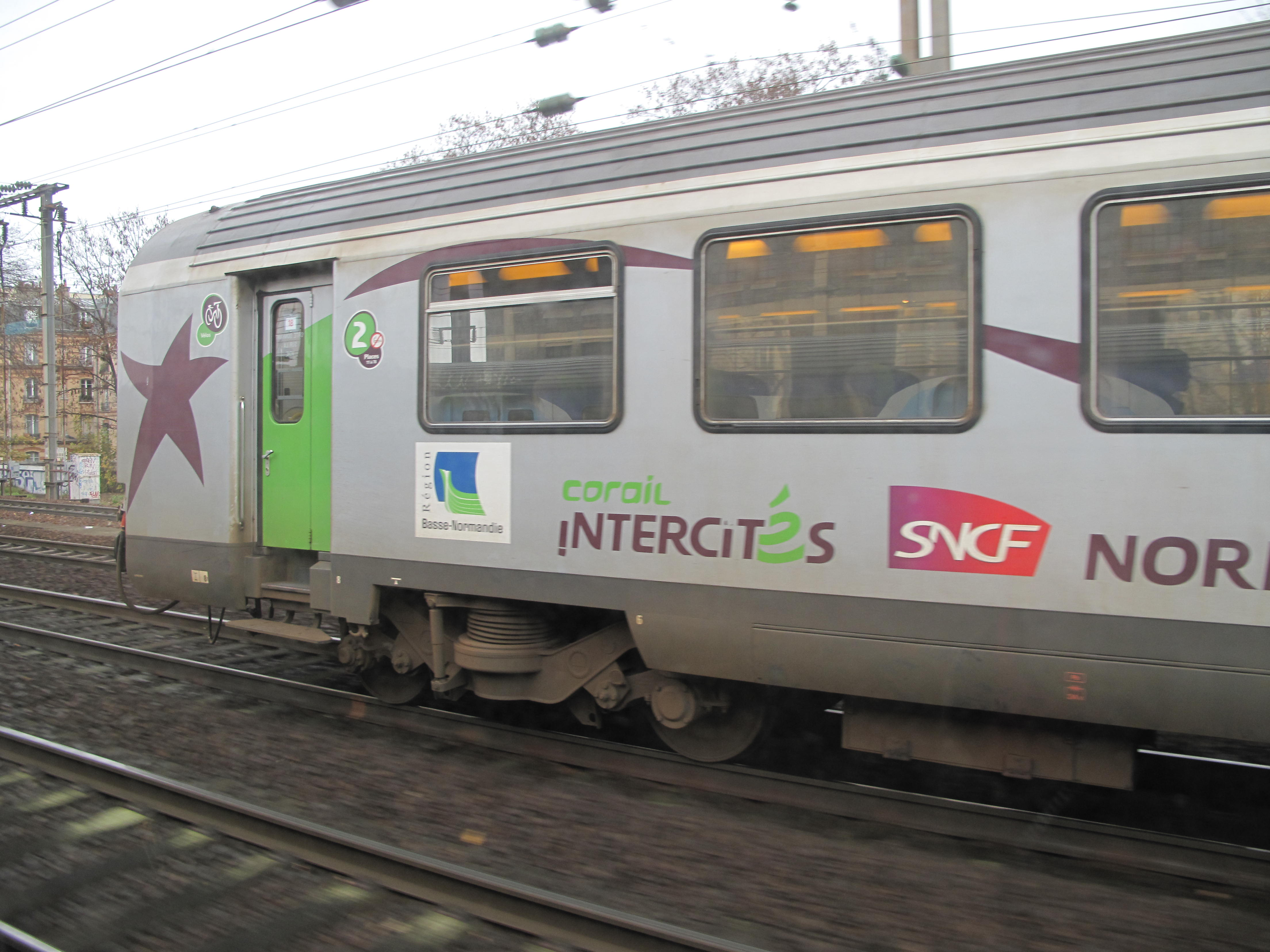
Coche Corail Intercités Normandie.

También fueron denominados directamente 'Intercités. Los que pertenecen a la región de Normandía se denominan Corail Intercités Normandie.
La marca fue creada por la SNCF en enero de 2006 para revalorizar los trenes de media distancia utilizando coches Corail reformados o por la SNCF o por las regiones francesas (según la línea). El nombre se confunde con el de los Inter-City ingleses y con los IC e ICE alemanes, aunque son servicios muy diferentes.
El motivo para distinguir estos trenes de los Corail tradicionales es separar los trenes de media distancia y los de larga distancia, ya que los de larga distancia no pueden ser subvencionados.
El nombre, similar a la denominación internacional que reciben los trenes de larga distancia, InterCity, fue el utilizado posteriormente para englobar a todos los trenes Corail.

### Corail Lunéa

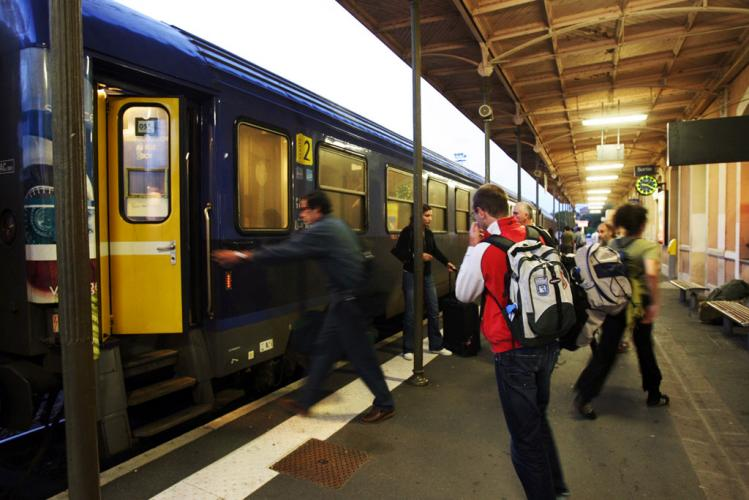
Coche Corail Lunéa en Albi.

Era un servicio de trenes nocturnos lanzados el 9 de diciembre de 2004 por la SNCF.
El servicio de estos trenes se distinguía por la ausencia de paradas entre la media noche y las cinco de la mañana, el agrupamiento de los viajeros según el destino, la presencia de personal específico para trenes nocturnos, coches modernizados y servicios exclusivos. Ha permitido mantener un cierto número de trenes nocturnos cuando se acerca su extinción por culpa de la competencia con el TGV. La serie sufre de algunos pequeños inconvenientes (no llevan coche-bar ni coche-restaurante) y se encuentra en un nivel de calidad más bajo que el de sus competidores extranjeros (como los Trenhotel españoles o los CityNightLine alemanes).
Desde que se creó la red Lunéa no cesó de reducirse al eliminarse las líneas menos rentables. En ocasiones fueron sustituidos por los iDNiGHT, trenes nocturnos realizados con TGV que sólo disponen de plazas sentadas.

### Corail Téoz

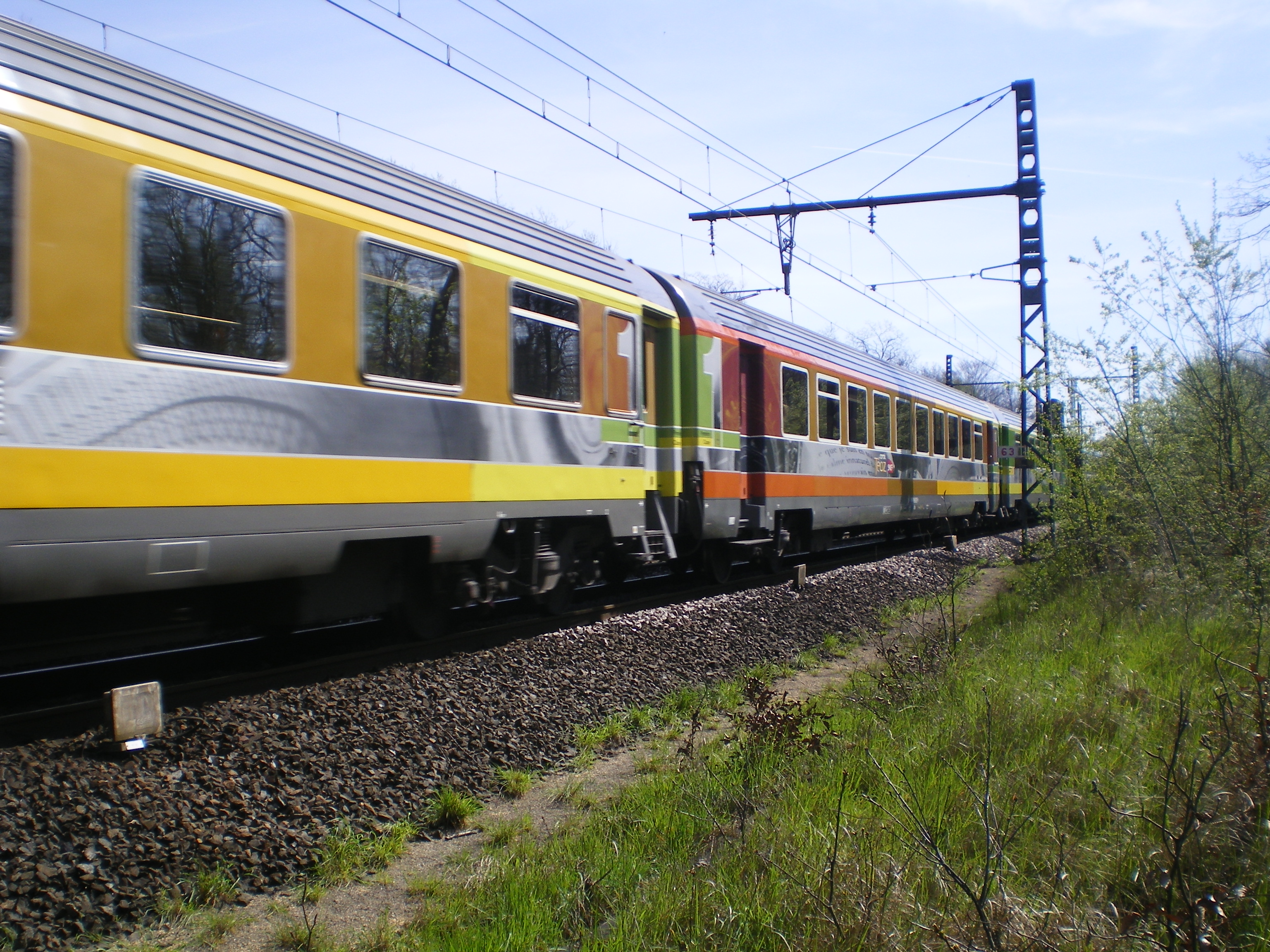
Rama Corail Téoz en Thomery.

El servicio Corail Téoz o Téoz es el de mayor calidad de todos los que se realizan con coches Corail. Fue inaugurado en septiembre de 2003.
A diferencia del resto de trenes Corail, los trenes Téoz utilizan ramas indeformables cuyos coches no pueden circular separados entre sí. Cada una de las ramas Téoz se compone de 7 coches Corail reformados entre 2003 y 2006. Cada rama dispone de:
- 2 Coches de primera clase, uno de pasillo central y el otro mixto compartimentos / pasillo central con un pequeño salón. Las butacas están recubiertas de cuero y los reposacabezas son regulables. La decoración está basada en el lujo.
- 1 Coche de servicios, situado en el centro de la rama, dotado de compartimentos.
- 4 Coches de segunda clase, de pasillo central. Los asientos de segunda clase están revestidos con tapicería de tela azul.

La reforma se realizó sobre 430 coches con un costo de 140 millones de euros.
Los trenes Téoz continúan sirviendo las líneas más importantes que no son realizadas con TGV con la denominación Intercités.

### Téoz Éco
El 21 de mayo de 2010 se lanzó en la línea París - Toulouse una relación diurna denominada Téoz Éco con la particularidad de utilizar material nocturno Corail Lunéa. La relación se realizaba 4 días por semana a bajo precio, y en ella es posible viajar en litera durante un recorrido completamente diurno.

## Corail fuera de Francia
Se han construido para Marruecos en Francia, mientras que otros países europeos adquirieron material idéntico al Corail siendo de construcción local (Portugal, Rumanía) o inspirado en él (Suiza, Austria) También existe material de inspiración en los Corail fuera de Europa (Argelia, Irán...).

### Portugal

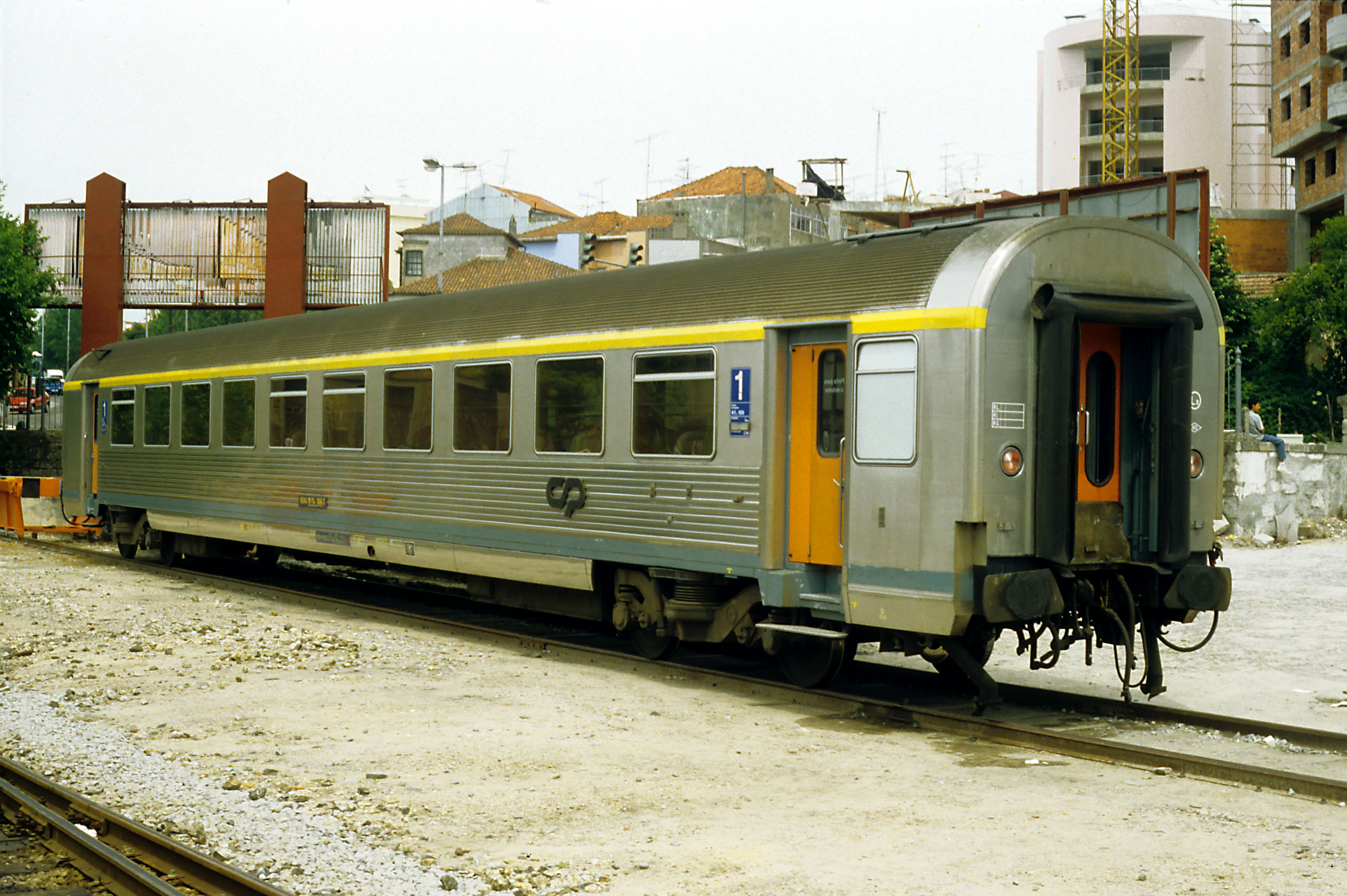
Coche Corail portugués en Braga.

La CP compró una serie de coches Corail. Construidos en 1985 en Portugal por Sorefame, bajo licencia de Alstom y con una estructura en acero inoxidable.
La serie comenzó su carrera en el servicio que une las ciudades de Lisboa y Oporto. En 1999 se compraron trenes pendulares automotores nuevos y los Corail que realizaban los servicios Alfa fueron relegados a servicios Intercidades. En 2001 se les sometió a una reforma, consistente en cambio del interiorismo y el coche «Alfa Club» fue reformado en coche VIP, una verdadera oficina rodante apta para ser alquilada.
En octubre de 2006 y tras superar las pruebas se aumenta la velocidad máxima de 160 a 200 km/h.

### España
En los años 1980 RENFE decidió acometer una importante renovación de su parque móvil. No participó en el proyecto Eurofima, pero en 1980 alquiló 50 coches Corail VTU con pasillo central a la SNCF sin que mediara pedido posterior de este material, ya que desarrolló una serie propia (la serie 9000) con una funcionalidad equivalente.
A los coches Corail se le desmontaron los bogies de origen y se modificaron los anclajes para poder montar los bogies GC-1A aptos para 160 km/h construidos entre 1980 y 1981 por CAF en Beasáin (100 bogies numerados del 023.001 al 100). Una vez devueltos a Francia, los bogies fueron instalados en los nuevos coches de la serie 9000 (iguales que el coche intermedio del 432 Obispo). Los coches Corail conservaron la numeración francesa y sólo se les aplicaron adhesivos con distintivos de RENFE.
Los coches Corail alquilados a SNCF hicieron (en parte bajo el nombre de «Tren Corail») servicios Madrid-Gijón (inviernos de 1980-81 y 1981-82, sustituidos en verano de 1981 por composiciones con coches 9000 y automotores y, a partir del 25 de mayo de 1982, por Talgo Pendular), Gijón-Barcelona, Zaragoza-Barcelona, Madrid-Santander, Madrid-Zaragoza y Valencia-Barcelona-Cerbère.
Poco después, y ante el disparo de la demanda de plazas nocturnas, RENFE encargó los 60 literas BBL-9600, que son réplica casi exacta de los Corail VU-N B10c10ux. Su matriculación en la serie 9000 fue por razones no aclaradas, pero en todo caso no por similitud técnica.
Más tarde se acomete la renovación del parque de coches con departamentos y nace la serie 10000 de Renfe de RENFE, coches con la referencia dimensional y conceptual de los coches Corail VU-SL, de los que técnicamente solo comparten las puertas, pero estructuralmente son completamente distintos.